# Affabulazione
Affabulazione è una tragedia, composta di otto episodi in versi liberi, un prologo e un epilogo, di Pier Paolo Pasolini.
L'opera venne composta in prima stesura nel 1966 e pubblicata in seguito sul n. XV del luglio-settembre del 1969 della rivista Nuovi Argomenti e infine in un'edizione postuma nel volume Affabulazione. Piliade, edito a Milano da Garzanti nel 1977.
Il testo venne messo in scena, con il permesso dell'autore, il 30 gennaio 1976 al "Cabaret Voltaire" di Torino da un gruppo di giovani attori (tra i quali Bruno Pennasso, Aldo Turco, Gisella Bein) che facevano parte della "Cooperativa Teatro Proposta", con la regia di Beppe Navello.
Nel novembre 1977, Vittorio Gassman rappresentò la tragedia, come regista e protagonista, al Teatro Tenda di Roma, con le scene di Gabriele Di Stefano e le musiche di Fiorenzo Carpi.

## Trama
L'ombra di Sofocle appare nel prologo e invita il pubblico a seguire "le vicende un po' indecenti / di questa tragedia che finisce ma non comincia".
Nel primo episodio il padre ha un sogno angoscioso. Esso è ambientato in una stazione ferroviaria in compagnia di un "ragazzo grande" che sembra essere suo padre e suo figlio nello stesso tempo. Il ragazzo fugge e il sogno viene interrotto dalla Madre che gli chiede cosa sognasse.
Il Padre non sa rispondere. Sopraggiunge intanto il figlio che lo invita a diventare come lui, se vuole che essi siano uguali.
Nel secondo episodio si assiste ad un monologo del padre che cerca di ricordare il sogno. Segue il colloquio con il Prete che viene interrotto dall'arrivo del figlio con la sua ragazza. Il padre fa una scena di gelosia e insulta la ragazza. Nel frattempo rientra in scena la madre che lo rimprovera. Il padre si rende conto che la sua sofferenza è dovuta all'invidia e al desiderio di essere giovane e virile come il figlio.
L'episodio si conclude con un monologo del Padre che si confessa a Dio.
Nel terzo episodio la Madre si reca dal Prete e confida la sua preoccupazione per il marito che si comporta in modo strano. Arriva il padre e il figlio e il Prete e la Madre escono, il dialogo che segue è centrato sul padre che dichiara ancora una volta di voler assomigliare a lui, il figlio risponde dolcemente ma con accondiscendenza. Il padre lo invita a recarsi nel suo studio quella sera alle sette e gli dona un oggetto simbolico ed allusivo: un coltello.
Nel quarto episodio si assiste al dialogo tra il padre e la Madre. Egli la supplica di fare l'amore con lui nuda sul tappeto, ma lei rifiuta. Il padre decide di attendere il figlio in atto esibizionistico.
Il quinto episodio si svolge in un commissariato dove vi è il figlio, che scappato di casa, è stato ritrovato dai carabinieri. Vi è un altro dialogo tra il padre e il figlio dove il padre si dichiara ancora al figlio.
Nel sesto episodio vediamo il padre, che è stato ferito dal figlio con il coltello, a letto che dialoga con l'Ombra di Sofocle che gli rivela che suo figlio non è un "enigma", ma un "mistero" e pertanto non può essere risolto alla luce della ragione.
Il settimo episodio si svolge a casa di un negromante dal quale il padre si è recato che legge in una sfera di cristallo e gli rivela il luogo dove si trova il figlio che è scappato un'altra volta da casa.
L'ultimo episodio si svolge nella casa dove abita la ragazza del figlio. Il padre ottiene da lei di poter spiare dal buco della serratura i due che fanno l'amore. Mentre il padre spia recita un monologo alla fine del quale conclude dicendo"... Ci sono delle epoche nel mondo in cui i padri degenerano/ e se uccidono i loro figli/ compiono dei regicidi". Il padre così, fuori scena, uccide il figlio, come Edipo uccise Laio.
L'epilogo si svolge in una stazione ferroviaria. Il padre, che è diventato un barbone, dialoga con un mendicante all'interno di un vagone abbandonato e ricorda il passato. Sullo sfondo intanto, la Madre, novella Giocasta, si è impiccata. Il padre non è riuscito a farsi uccidere dal figlio e sarà a questo punto lo Spirito del figlio a chiamarlo e ad invitarlo a rientrare nel suo vagone: "sta per piovere e è quasi notte".

## Analisi dell'opera
Affabulazione può essere considerata una parodia dell'Edipo re e della teoria di Freud e inoltre si richiama alle Trachinie, soprattutto nel dialogo finale di Eracle con Illo dove il semidio supplica il figlio di deporlo sul rogo e bruciarlo.
Il nucleo centrale della tragedia è nel mistero della giovinezza maschile e della sua potenza sessuale. La figura del padre, fortemente autobiografica, è l'incarnazione della contraddizione non risolvibile dell'irrazionale che ossessiona Pasolini nella sua opera e nella sua vita.
La struttura del teatro pasoliniano richiama quella della tragedia greca ma anche quella della sacra rappresentazione medioevale.
Il teatro che Pasolini propone è un teatro della parola, un rito culturale che si rivolge agli intellettuali ma che può avere valenze didattiche anche per gli operai come si legge nel Manifesto per un nuovo teatro del '68.